# Trichomyia carlestolrai
Trichomyia carlestolrai är en tvåvingeart som beskrevs av Wagner 2001. Trichomyia carlestolrai ingår i släktet Trichomyia och familjen fjärilsmyggor.
Artens utbredningsområde är Spanien. Inga underarter finns listade i Catalogue of Life.